# 越直美
越 直美（こし なおみ、1975年〈昭和50年〉7月5日 - ）は、日本の弁護士、法学者、政治家、実業家。元大津市長（2期）。学位は修士（法学）（北海道大学大学院・2001年）、Master of Laws（ハーバード大学法科大学院・2009年）。OnBoard株式会社・代表取締役CEO、ソフトバンク株式会社・社外取締役（兼任）。

## 来歴
大阪府茨木市に生まれ、5歳で滋賀県大津市へ転居する。大津市立南郷幼稚園、大津市立南郷小学校、大津市立南郷中学校卒業。中学生の頃、自宅で祖母が倒れた。家族は約10年間、介護に追われ、母親はデザイナーの仕事を辞めざるを得なかった。このとき「地方自治体が何か出来ることもあるのでは？」と思い、以来、政治の世界を目指すようになったという。
滋賀県立膳所高等学校、北海道大学法学部卒業。北海道大学大学院法学研究科修士課程修了。2000年に司法試験に合格し、司法修習（第55期）を修了。弁護士登録し、2002年に西村あさひ法律事務所に入所。2005年には早稲田大学大学院非常勤講師も務める。
2009年、ハーバード・ロー・スクールで修士号を取得。修士論文は「Takeover Defense in Japan」（日本の買収防衛）。ニューヨーク州司法試験に合格し、ニューヨークの法律事務所Debevoise & Plimpton LLPに勤務した。2010年9月からコロンビア大学ビジネススクール日本経済経営研究所の客員研究員を務め、2011年1月より国際連合ニューヨーク本部法務部で研修を受けた。
2012年、大津市長選挙に立候補し初当選。
2015年、世界経済フォーラム（ダボス会議）でヤング・グローバル・リーダーに選出された。
「ウーマノミクス」（女性就業者の増加によって日本経済全体が活性化されていくという考え方）の賛同者であり、2016年11月6日にオーストラリア国立大学で行われたシンポジウム「Japan Update 2016: Will ‘Womenomics’ work?」に出席し講演した。
2019年8月、行政改革に道筋がついたとして、大津市議会の与党会派「市民ネット21」や自民党市議らに3選不出馬の意向をもらした。自ら後継者選びを開始し、嘉田由紀子の次男の嘉田修平市議（2015年初当選）を説得するが断られる。越は側近の人事課長の小西元昭にアプローチ。越から相談を受けた嘉田由紀子も小西を高く評価したとされる。11月14日、3選不出馬を表明。記者会見で、2015年に2期目への立候補を表明した時から「次の選挙には出ない」と決めていたと明かした。11月24日に開催された野党4党代表者会議の場で、「市民ネット21」が小西を市長選候補に絞り込んだことが明らかにされた。小西は12月6日に正式に出馬表明した。告示後に連合滋賀と嘉田が代表を務める政治団体「チームしが」の推薦を受けた小西は、2020年1月19日に行われた市長選で元自民党県議の佐藤健司に敗れた。
同年1月21日、越は退任会見を開き、自身の市政について「市民との約束を達成し、主観では100点。ベストを尽くし、これ以上はできなかった」と述べた。市長選については「私が（小西候補を）応援していることが、浸透していなかった」と述べた。
2020年9月15日、三浦法律事務所に入所した。
2022年3月17日に大津地裁は、2013年に大津地検が起訴したわいせつ事案をめぐり（起訴された男性職員の無罪が確定）、越が市長在任中に副市長を通じて、何度も相手方の同僚女性との示談を男性に促したと認定し、男性が裁判で正当に争う権利を奪ったとした。

## 大津市長選挙
2012年大津市長選挙
2011年2月、越は滋賀県知事の嘉田由紀子に、翌年の大津市長選への出馬を前提に、目指す政策をA4判9枚分にまとめたメールを送った。ところが面会した際に、嘉田から「政治の世界は男社会。女性という理由で、人知れず苦労したこともある」と諭された。「まずは現場を見るように」と促され、越は同年4月の県議選で、地域政党「対話でつなごう滋賀の会」の候補者の陣営に加わり、選挙の仕組みを勉強した。
同年10月24日、現職の目片信は、市議会の自民系会派「湖誠会」「大志会」と公明党議員団に、大津市長選挙3選出馬の意向を伝え、支持を求めた。目片市政に不満を持つ一部の自民系市議から出馬要請を受けた元参議院議員の山下英利も出馬を決断。10月28日に市議会の自民系両会派に支援を要請した。
越は衆議院議員の川端達夫に直談判し、現職の対抗馬を探す民主党と社会民主党に推薦を求めた。11月5日、市議会の民主党系会派「市民ネット21」は越の擁立を決定。11月16日、民主党・社民党・対話でつなごう滋賀の会・連合滋賀の推薦を受けて市長選に立候補する意向を正式に表明した。11月20日、山下は湖誠会の幹部に会い立候補辞退を伝え、自民党推薦候補は目片に一本化された。越は嘉田の当選に貢献した選挙プランナーの松田馨を選挙参謀に起用し、緑色をイメージカラーにするなど嘉田との近さをアピールした。
2012年1月22日、市長選実施。現職の目片信（自由民主党・公明党推薦、みんなの党支持）、医師の東昌子（日本共産党推薦）らを破り初当選。。当選時の年齢は36歳6ヶ月で、当時史上最年少で当選した女性市長であった。都道府県知事、県庁所在地の市長を同時に女性が務めるのも、当時は全国初であった（その後は男性の三日月大造が滋賀県知事に就任するまで、この状況が続いた。
※当日有権者数：267,426人 最終投票率：44.15%（前回比：＋1.84pts）
| 候補者名 | 年齢 | 所属党派 | 新旧別 | 得票数   | 得票率 | 推薦・支持                                     |
| -------- | ---- | -------- | ------ | -------- | ------ | ---------------------------------------------- |
| 越直美   | 36   | 無所属   | 新     | 51,735票 | 44.34% | （推薦）民主党・社民党・対話でつなごう滋賀の会 |
| 目片信   | 70   | 無所属   | 現     | 42,232票 | 36.19% | （推薦）自由民主党・公明党 （支持）みんなの党  |
| 東昌子   | 49   | 無所属   | 新     | 22,712票 | 19.47% | （推薦）日本共産党                             |

2016年大津市長選挙
自民党は、アヤハグループ創業者で元参議院議員の河本英典、現職参議院議員の二之湯武史らが中心となって、元びわ湖放送アナウンサーで滋賀県議会議員の蔦田恵子の擁立に動く。2015年8月、河本が発起人代表を務める「明日の大津を考える会」は蔦田に出馬要請。同年10月13日、蔦田は大津市長選に立候補する意向を表明した。蔦田陣営は選挙母体として政治団体「オール大津」を設立し、10月23日に設立会見を大津市役所で行った。
対する越は10月下旬に再選を目指して出馬する意向を固め、11月12日の定例記者会見で正式に再選出馬を表明した。出馬をめぐり、一時は大津市議会の民主党系会派「市民ネット21」が越の支援に難色を示していたが、民主党で前知事の嘉田由紀子の支援を取り付ける。連合滋賀は11月27日に越の推薦を決定した。大津市議会の自民党会派「湖誠会」内では、みんなの党から出馬した経験のある蔦田に対する反発の声があり、市議の一部は越のもとに走った。連合滋賀は越の推薦を決定したが、自治労大津市職員組合と全滋賀教職員組合は推薦を拒否し自主投票とした。
11月16日、テレビ番組プロデューサーの川本勇が立候補を表明。12月15日、日本共産党滋賀県委員会副委員長の川内卓が立候補を表明。
2016年1月17日、候補者が4人乱立する選挙戦を制し、再選。
※当日有権者数：270,814人 最終投票率：47.97%（前回比：＋3.82pts）
| 候補者名 | 年齢 | 所属党派 | 新旧別 | 得票数   | 得票率 | 推薦・支持         |
| -------- | ---- | -------- | ------ | -------- | ------ | ------------------ |
| 越直美   | 40   | 無所属   | 現     | 54,255票 | 42.07% |                    |
| 蔦田恵子 | 54   | 無所属   | 新     | 45,738票 | 35.47% |                    |
| 川本勇   | 56   | 無所属   | 新     | 18,335票 | 14.22% |                    |
| 川内卓   | 60   | 無所属   | 新     | 10,631票 | 8.24%  | （推薦）日本共産党 |

## 政策・主張

### 教育
越が大津市長に就任する直前の2011年10月、市立皇子山中学校の2年男子生徒が同級生からのいじめを苦に自殺する事件が発生。越は市長就任後、同事件を契機にいじめ対策の強化に取り組んだ。2012年7月6日の記者会見で、男子生徒の自殺に関する学校及び教育委員会による調査の不十分さを認め、再調査の実施を明言。男子生徒の遺族が推薦した委員を含む第三者調査委員会を市長直轄で設置。第三者調査委員会による報告書に基づき、大津市役所にいじめ対策室を新設し、また常設の第三者機関である「大津の子どもをいじめから守る委員会」を立ち上げた。
2014年度一般会計当初予算案に、マニフェストに掲げた「外国語教育の充実」のため、「国際理解教育推進事業」として1億5400万円の予算を計上した。ところが2014年2月24日の市議会本会議で、自らの肝いりで起用した民間出身の富田真教育長が「疑問だが、やむなく賛成した」などと答弁し、越の方針を批判した。越は教育委員会不要論を掲げており、両者の対立の根深さがあらわになった。
大津市長就任後、「女性が子育ても仕事も両立できる仕組みづくり」を掲げて保育園や認定こども園の増設を推進し、2015年4月には大津市の「待機児童ゼロ」を達成した。
- 2019年3月22日、日立システムズと、人工知能（AI）を活用して小中学校でのいじめ事案約9千件のデータを分析し、深刻化の可能性などを予測する取り組みを進めるための協定を締結した。教員の知識や経験不足をカバーするのが狙いで、全国初の取り組みとなる[50]。同年10月28日、実証実験の結果を公表した[51]。

2019年4月、大津市教育委員の日渡円を教育長に選任。日渡は過疎が進む宮崎県五ケ瀬町の教育長時代、少人数と多人数の授業を組み合わせるユニークな授業改革を行い注目された。

### その他
LGBTへの差別解消や支援を2018年度から本格化するため、2017年12月22日に「おおつレインボー宣言」を行った。2018年3月の定例記者会見で印鑑登録証明書の性別欄を廃止したと発表。同証明書の性別欄の廃止は県内自治体では初めて。性別欄がある355文書のうち、法律や国・県などの規定に基づかない165文書で原則として性別欄を廃止することを目指す。
2018年4月19日、大相撲夏巡業の大津場所（同年7月）に向け市を表敬訪問した枝川親方に対し、女性が土俵に上がれないとする伝統を見直すよう求めた。兵庫県宝塚市の中川智子市長が土俵上でのあいさつを断られたことを挙げ「女性市長として、男性市長と違う立場であいさつはできない」と主張した。
2018年10月15日、市職員の働き方改革の一環で、所定の勤務時間を過ぎるとパソコンの機能を強制終了するシステムの運用を始めた。全国の自治体では珍しく、大阪府寝屋川市に続き2例目。なお大津市では2016年度から時間外勤務抑制策を進めており、2017年度は前年度比で約1億2千万円の削減効果があったという。
2019年4月15日、ソフトバンクとスマートシティの推進などで連携協定を結んだことを発表した。
- 2019年11月、録音した会議の議事録作りの効率化のため、AIを使った新システムを新たに導入した。これにより2018年度に延べ1500時間かかった作業が、4割ほど削減できると見込んでいる[58]。

2019年12月24日、国内最大規模の給食センター「東部学校給食共同調理場」（同市栗林町）が完成。大津市の市立中学校では、校内に調理室のある2校を除き、給食は提供されていなかったが、同センターの完成により、2020年1月9日から市立中学校全校で学校給食が提供されることになった。

## 著書
- 『教室のいじめとたたかう 大津いじめ事件・女性市長の改革』ワニブックスPLUS新書、2014年10月。ISBN 978-4847065538。